# José António Arantes Pedroso

José António Arantes Pedroso.

José António Arantes Pedroso (Lisboa, Santa Engrácia, 1875 - 1918) foi um militar e político português.

## Família
Filho do Dr. José António Arantes Pedroso, Médico Cirurgião, Lente de Patologia Externa e Diretor da Escola Médico-Cirúrgica de Lisboa em 1887, e de sua mulher Maria Marcelina.

## Biografia
Capitão de Mar e Guerra, Senador da República em 1915, Ministro da Marinha do Governo de Afonso Costa em 1917.

## Casamento e descendência
Casou em Macau, Sé, a 2 de Maio de 1892, com Amália Augusta de Albuquerque e Castro Felner, filha de Júlio Luís de Carvalho Felner, de ascendência Alemã, e de sua mulher Maria Adelaide de Albuquerque e Castro, de quem teve duas filhas, uma delas casada com Flávio José Álvares dos Santos, e  três filhos, o Tenente Carlos Felner Arantes Pedroso, Cavaleiro da Ordem Militar de Nosso Senhor Jesus Cristo a 10 de Julho de 1920, o Primeiro-Tenente Fernando Felner Arantes Pedroso, Oficial da Ordem Militar de Nosso Senhor Jesus Cristo a 26 de Dezembro de 1923 e Comendador da mesma Ordem a 16 de Dezembro de 1925, e José António Felner Arantes Pedroso.